# Karl Wilhelm Neubauer
Karl Wilhelm Neubauer (* 6. November 1939 in Theben/Slowakei) ist ein deutscher evangelischer  Theologe und Bibliothekar.

## Leben und Wirken
Karl Wilhelm Neubauer studierte Evangelische Theologie und Judaistik an den Universitäten Tübingen und Göttingen. An der Kirchlichen Hochschule Berlin promovierte er 1964. Die erste kirchliche Dienstprüfung legte er 1965 ab. Im selben Jahr trat er als Bibliotheksreferendar an der Staatsbibliothek zu Berlin in die Ausbildung für den höheren Bibliotheksdienst ein und absolvierte die Fachprüfung hierfür am Bibliothekar-Lehrinstitut des Landes Nordrhein-Westfalen 1967 ab. Bis 1985 arbeitete er weiter an der Staatsbibliothek zu Berlin, zuletzt seit 1975 als Leitender Bibliotheksdirektor. Im Jahre 1985 wurde er Direktor der Universitätsbibliothek Bielefeld, dieses Amt hatte er bis 2002 inne.
An der Staatsbibliothek zu Berlin widmete er sich u. a. dem Thema Benutzerforschung in Bibliotheken, dem Aufbau der „Zeitschriftendatenbank“ und der internationalen Entwicklung des ISBN-Systems. An der Universitätsbibliothek Bielefeld stand u. a. der Ausbau der elektronischen Literaturversorgung und die Digitalisierung im Zentrum seiner Arbeit. Außerdem förderte er die Fortentwicklung der Bibliotheken in Osteuropa.

## Schriften (Auswahl)
- Der Stamm ch n n im Sprachgebrauch des Alten Testaments. Dissertation Kirchliche Hochschule Berlin 1964.
- Erwägungen zu Amos 54–15. In: Zeitschrift für die alttestamentliche Wissenschaft, Bd. 78 (1966), S. 292–316.
- Brauchen Bibliotheken sozialempirische Grundlagenforschung? In: Zeitschrift für Bibliothekswesen und Bibliographie, Bd. 17 (1970), S. 112–117.
- Auswirkung der Benutzerforschung auf die Bibliothek. In: Zeitschrift für Bibliothekswesen und Bibliographie, Bd. 19 (1972), S. 285–300.
- Die Bibliothek und ihre Benutzer. In: Gunter Bock (Hrsg.): Zur Benutzerforschung in den Bibliotheken. Die Situation in der Bundesrepublik Deutschland. Verlag Dokumentation, München-Pullach 1972, S. 39–60, ISBN 3-7940-3202-0.
- Katalogbenutzung, Fernleihe, Bibliothekssysstem einer Universität. In: Paul Kaegbein (Hrsg.): Bibliothekarische Kooperation. Aspekte und Möglichkeiten (= Zeitschrift für Bibliothekswesen und Bibliographie, Sonderhefte, Bd. 18). Klostermann, Frankfurt/M. 1974, S. 118–139.
- Monographienkatalogisierung und Kataloge mit Hilfe der EDV in England. In: Zeitschrift für Bibliothekswesen und Bibliographie, Bd. 21 (1974), S. 361–378.
- On-Line-Verbundsystem für die Katalogisierung. In: Zeitschrift für Bibliothekswesen und Bibliographie, Bd. 22 (1975), S. 343–350.
- Benutzerforschung als Hilfsmittel für Bibliotheksverwaltung und -planung. In: Wolfgang Kehr u. a. (Hrsg.): Zur Theorie und Praxis des modernen Bibliothekswesens, Bd. 1. Verlag Dokumentation, München 1976, S. 290–344, ISBN 3-7940-4202-6.
- Probleme der EDV-Verbundkatalogisierung für Zeitschriften. In: Fritz Junginger (Hrsg.): Zentrale und kooperative Dienstleistungen im Bibliothekssystem (= Zeitschrift für Bibliothekswesen und Bibliographie, Sonderhefte, Bd. 22). Klostermann, Frankfurt/M. 1976, S. 59–72, ISBN 3-465-01181-3.
- (Hrsg.): Benutzerforschung an deutschen Hochschulbibliotheken. Ergebnisse einer mit Unterstützung der Deutschen Forschungsgemeinschaft durchgeführten und vergleichenden Untersuchung. Saur, München 1979, ISBN 3-598-10077-9.
- Perspektiven der Zeitschriftendatenbank. In: Alexandra Habermann (Hrsg.): Zentrale Einrichtungen und zentrale Dienste im Bibliothekswesen (= Zeitschrift für Bibliothekswesen und Bibliographie, Sonderhefte, Bd. 29). Klostermann, Frankfurt/M. 1980, ISBN 3-465-01395-6, S. 118–125.
- (mit Joachim Stoltzenburg): Benutzung von Katalogen und Freihandbeständen in deutschen Universalbibliotheken. Bd. 2: Einige Ergebnisse in bibliothekarischer Interpretation (= DBI-Materialien, Bd. 31). Deutsches Bibliotheksinstitut, Berlin 1984.
- Online-Informationsmarkt und Bibliotheken. In: Zeitschrift für Bibliothekswesen und Bibliographie, Bd. 31 (1984), S. 109–129 u. 191–213.
- Neuere Tendenzen bei der Entwicklung von Verbundsystemen für Bibliotheken. In: ABI-Technik, Bd. 4 (1984), S. 247–254.
- Wie geht es weiter mit der Datenverarbeitung in deutschen Bibliotheken? In: ABI-Technik, Bd. 9 (1989), S. 91–98.
- (mit Elke Bonneß): Arbeitsinstrumente für Literaturnachweis und Literaturlieferung. In: ABI-Technik, Bd. 9 (1989), S. 191–197.
- Bibliotheksinformationssysteme an einer Universität. Konzeption für die Universität Bielefeld. In: Nachrichten für Dokumentation, Bd. 41 (1990), S. 113–121.
- Informationssystem im lokalen Bibliotheksnetz. In: Mitteilungen / Verband der Bibliotheken des Landes Nordrhein-Westfalen, Bd. 42 (1992), S. 353–361.
- Umfeld und mögliche Strategien der Bibliotheken im beginnenden elektronischen Zeitalter. In: Zeitschrift für Bibliothekswesen und Bibliographie, Bd. 41 (1994), S. 164–185.
- Entwicklung der Informationsinfrastruktur. In: Sabine Wefers (Hrsg.): Die Herausforderung der Bibliotheken durch elektronische Medien und neue Organisationsformen (= Zeitschrift für Bibliothekswesen und Bibliographie, Sonderhefte, Bd. 63). Klostermann, Frankfurt/M. 1996, S. 91–102, ISBN 3-465-02850-3.
- (mit Hermann Leskien u. Paul Raabe): Die Zukunft der Staatsbibliothek zu Berlin. Gutachten im Auftrag des Bundesministerium des Innern, 10. September 1997. Staatsbibliothek zu Berlin 1997.
- Verlage und Bibliotheken. Die Auswirkungen des Elektronischen Publizierens auf die Zusammenarbeit von Verlagen und wissenschaftlichen Bibliotheken. In: W. Robert Müller (Hrsg.): Elektronisches Publizieren. Auswirkungen auf die Verlagspraxis (= Mainzer Studien zur Buchwissenschaft, Bd. 9). Harrassowitz, Wiesbaden 1998, S. 77–94, ISBN 3-447-04031-9.
- Weg mit den Büchern? Zukunft des juristischen Publizierens und der juristischen Bibliothek. In: Thomas Koller (Hrsg.): Tagung 2003 für Informatik und Recht. Stämpfli, Bern 2004, S. 105–120, ISBN 3-7272-2163-1.
- Die Zukunft hat schon begonnen. Führen neue Dienstleistungsprodukte zu neuen Strategien für Bibliotheken? In: BIT online, Bd. 13 (2010), S. 13–20.